# Послание на свети апостол Павла до ефесяни
Послание на св. ап. Павел до Ефесяни (или накратко Послание към ефесяните) е библейска книга от Новия завет, написана от апостол Павел. От Средновековието насам посланието е структурирано в 6 глави.
Тази книга се окачествява като циркулярно (общо) писмо на апостол Павел на църквата в гр. Ефес по време на неговия първи арест в Рим. Павел прекарва 3 години в Ефес и основава християнската църква там.
В посланието се съдържат общи нравствени и вероучителни предписания за християните. Някои негови части служат за аргументация на християнската догматика.
Посланието към ефесяните е написано около 70 – 90 г.